# Roll-bonding
Fügt man zwei Bleche durch Walzen bei großem Druck zusammen, so spricht man vom Roll-Bond-Verfahren. Dabei werden bestimmte Teile des Blechs ausgespart, bzw. mit Trennmitteln behandelt, so dass sie sich dort nicht verbinden können. Anschließend werden diese Bereiche "aufgeblasen", so dass sich dort feine Kanäle bilden können. Dieses Verfahren wird z. B. zur Herstellung von Absorbern in Flachkollektoren von thermischen Solaranlagen verwendet. Gut sichtbar sind oft so hergestellte Kühlflächen aus lackiertem Aluminium in Kühlschränken.
Siehe auch: Druckfügen